# ルワンダの涙
『ルワンダの涙』（ルワンダのなみだ、原題: Shooting Dogs)は、マイケル・ケイトン＝ジョーンズ監督、ジョン・ハート、ヒュー・ダンシー主演、クレア=ホープ・アシティ（Claire-Hope Ashitey）助演の2005年の映画である。日本では2007年1月27日より順次公開された。

## 概要
この作品は、かつてルワンダで働いていたBBCニュースプロデューサーのデヴィッド・ベルトン（David Belton）の経験に基づいている。ベルトンはこの映画の共同脚本家であり、プロデューサーの一人である。
この映画の舞台は、1994年のルワンダ虐殺最中のルワンダの首都キガリにある公立技術学校（the École Technique Officielle,ETO）である。ハートの演じるカトリックの神父、ダンシーの演じる英語教師はいずれも大量虐殺事件に巻き込まれたイギリス人である。
この作品は、南アフリカの俳優を使って南アフリカで撮影された『ホテル・ルワンダ』とは異なり、それが描写するシーンのオリジナルの場所で撮影された。さらに、大虐殺の生存者が製作班や小さな役を勤めた。
映画の原題は、死者の身体をついばむ（scavenge）野良犬をねらい撃つ際の国連兵士の行動を指す。虐殺の加害者であるフツ（族）に対して、発砲を禁止されている国連の兵士による犬の射撃は異常な状況の象徴として描かれている。
映画の最後に背景としてある学校が描かれる。この学校は、サリーのカルトジオ会修道院の寄宿学校である。このシーンは校長のジョン・ウィトリッジ（John Witheridge）の許可により撮影された。

## キャスト
- クリストファー神父 - ジョン・ハート（吹き替え：麦人）
- ジョー・コナー - ヒュー・ダンシー（吹き替え：武藤正史）